# Saxatilomys paulinae
Chuột khe đá Pauline (Danh pháp khoa học: Saxatilomys) là một chi chuột thuộc nhóm chuột cựu thế giới (Murinae) trong bộ thuộc loài gặm nhấm phân bố ở miền Trung của nước Lào và miền Trung Việt Nam, chi này có chứa loài duy nhất là Saxatilomys paulinae (thường được gọi là chuột triền đá Pauline). 

## Đặc điểm
Lần đầu tiên nó được phát hiện ở Khu bảo tồn Đa dạng Sinh học Khammouan thuộc vườn sinh học Quốc gia ở tỉnh Khammouan thuộc Lào, và cũng được tìm thấy ở tỉnh Quảng Bình của Việt Nam. Tên chi được bắt nguồn từ tiếng Latin saxatilis, có nghĩa là "giữa các tảng đá" (khe đá) và tiếng Hy Lạp mys có nghĩa là chuột cống hoặc chuột nhắt. Saxatilomys paulinae trông khác giống và có thể liên quan chặt chẽ tới các loài thuộc chi Niviventer và Chiromyscus.
Saxatilomys đã được phân biệt với các loại này và các chi chuột Indomalayan khác bằng "các phần trên xám đậm nửa màu nửa đầu, các phần dưới màu xám đen, những chân đế cực lớn, cực kỳ và sự kết hợp của các đặc điểm về sọ và răng nguyên thủy và có nguồn gốc ban đầu". S. paulinae được cho là chỉ được quan sát thấy trong các sinh cảnh đá vôi, núi đá vôi.